# Ortopantomograf

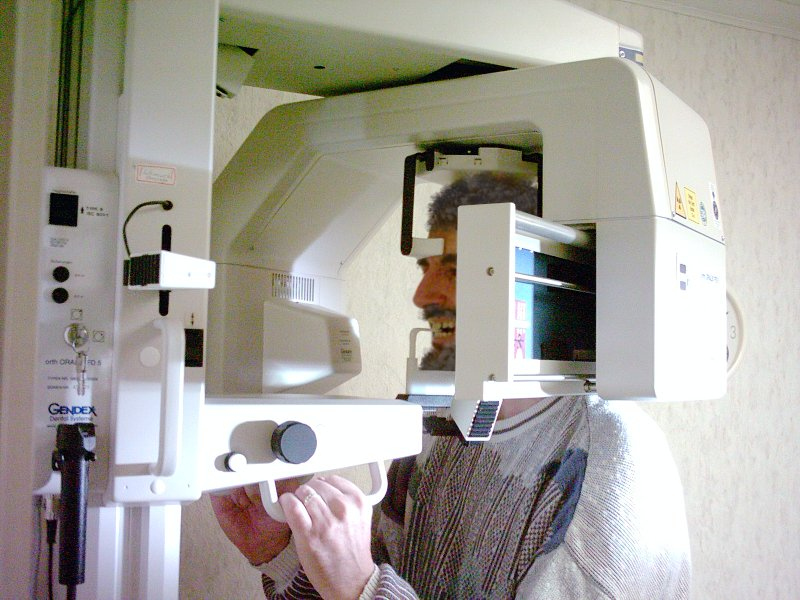
Pacjent w trakcie wykonywania zdjęcia w pantomografie.

Ortopantomograf, pantomograf - aparat rentgenowski, wykorzystywany głównie w badaniu czaszki, w tym uzębienia. Stosowany w medycynie od lat 50. XX wieku, wynaleziony przez Amerykanina George'a Danoff'a i unowocześniony później przez Polaka Roberta Wiśniewskiego (2003).
W ostatnich latach, ze względu na postęp w technologii badawczej, wykorzystywany jest głównie do diagnozowania wad uzębienia. Dzięki niemu wykonuje się zdjęcia pantomograficzne przydatne w licznych zabiegach, np. wszczepianiu implantów.

Przeczytaj ostrzeżenie dotyczące informacji medycznych i pokrewnych zamieszczonych w Wikipedii.